# Costantino Magistri
Pour les articles homonymes, voir Magistri.
Costantino Magistri, né le 6 novembre 1884 à Palerme et mort le 7 juin 1938 à 53 ans de crise cardiaque, est un pilote automobile italien.

## Biographie
Sa carrière, étalée de 1925 à 1937, se dispute essentiellement sur Alfa Romeo, grâce à l'aide de Carlo Gasparin concessionnaire de la marque pour la Sicile.
Après avoir commencé sur Itala la quarantaine déjà entamée, il commence sa série de victoires en 1925 avec une Bugatti lors de la Coupe de l'Etna, devant Renato Balestrero.
Il dispute ensuite trois fois le Tour de Sicile, qu'il gagne en 1928, se classant encore deux fois troisième en 1930 et 1931. Entre-temps il est cinquième de la Coupe de Messine en 1929.
Il remporte la Targa Florio en 1936, exceptionnellement sur Lancia Augusta, après avoir été troisième en 1934 sur Alfa Romeo 6C tout en ayant débuté l'épreuve dès 1931 (cinq participations consécutives, entre les grand et petit circuit des Madonies).
Il dispute le Grand Prix de Tripoli en 1935, 1936 (11e) et 1937, termine 7e puis 5e de la Coppa Montenero en 1934 et 1935 et, pour sa dernière saison il est 5e du Grand Prix du Piémont organisé à Turin et 7e de la Coupe de la Princesse du Piémont (ou Grand Prix de Naples) en 1937. Des douleurs à la poitrine l'obligent à se retirer, la cinquantaine passée.